# Кампсегре
Кампсегре (фр. Campsegret) насеље је и општина у југозападној Француској у региону Аквитанија, у департману Дордоња која припада префектури Бержерак.
По подацима из 2006. године у општини је живело 369 становника, а густина насељености је износила 25 становника/km². Општина се простире на површини од 13,83 km². Налази се на средњој надморској висини од 79 метара (максималној 201 m, а минималној 68 m).

## Демографија
| 1962. | 1968. | 1975. | 1982. | 1990. | 1999. | 2006. | 2011. |
| ----- | ----- | ----- | ----- | ----- | ----- | ----- | ----- |
| 323   | 342   | 351   | 379   | 403   | 351   | 369   | 387   |

График промене броја становника у току последњих година